# Agathis silbae
Espèce
Classification phylogénétique
Statut de conservation UICN

 NT  : Quasi menacé
L’Agathis silbae est une espèce de conifère de la famille des Araucariaceae. Il se rencontre uniquement à Vanuatu. Il est menacé du fait de la destruction de son habitat.